# Skulpturenpark Waldfrieden

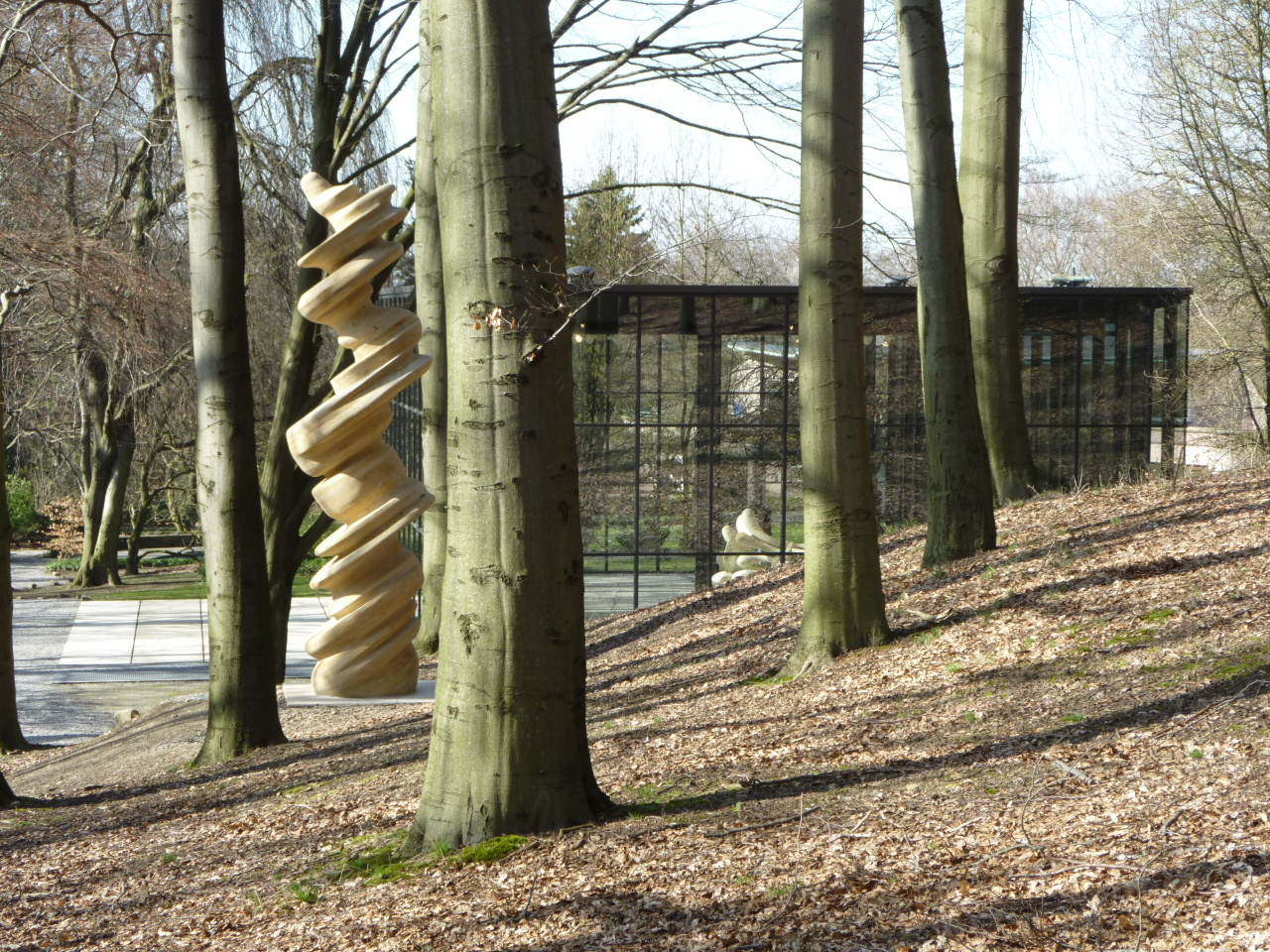
"Dancing Column" (2008) - i bakgrunden utställningshallen

Skulpturenpark Waldfrieden är en tysk privat skulpturpark i Wuppertal, som ägs av Tony Cragg Foundation.
År 2006 förvärvade Tony Cragg en 15 hektar stor vildvuxen privatpark som hörde ihop med den  k-märkta Villa Waldfrieden i kvarteret Hesselnberg i utkanten av strövområdet Christbusch i centrala Wuppertal. Tanken var att där ställa ut såväl egna som andra konstnärers verk i en skulpturpark. 
Öppnandet av parken ägde rum 5 september 2008 Till beskådan finns (2013) 23 verk av Tony Cragg i olika material samt skulpturer av Eva Hild, Hubert Kiesel, Richard Deacon, Thomas Schütte, Wilhelm Mundt, Bogomir Ecker och Jaume Plensa.
I en nybyggd utställningshall ritad av arkitekten Rudolf Hoppe har hittills visats verk av Eduardo Chillida, Mario Merz och Jean Dubuffet. Även John Chamberlain har ställt ut.

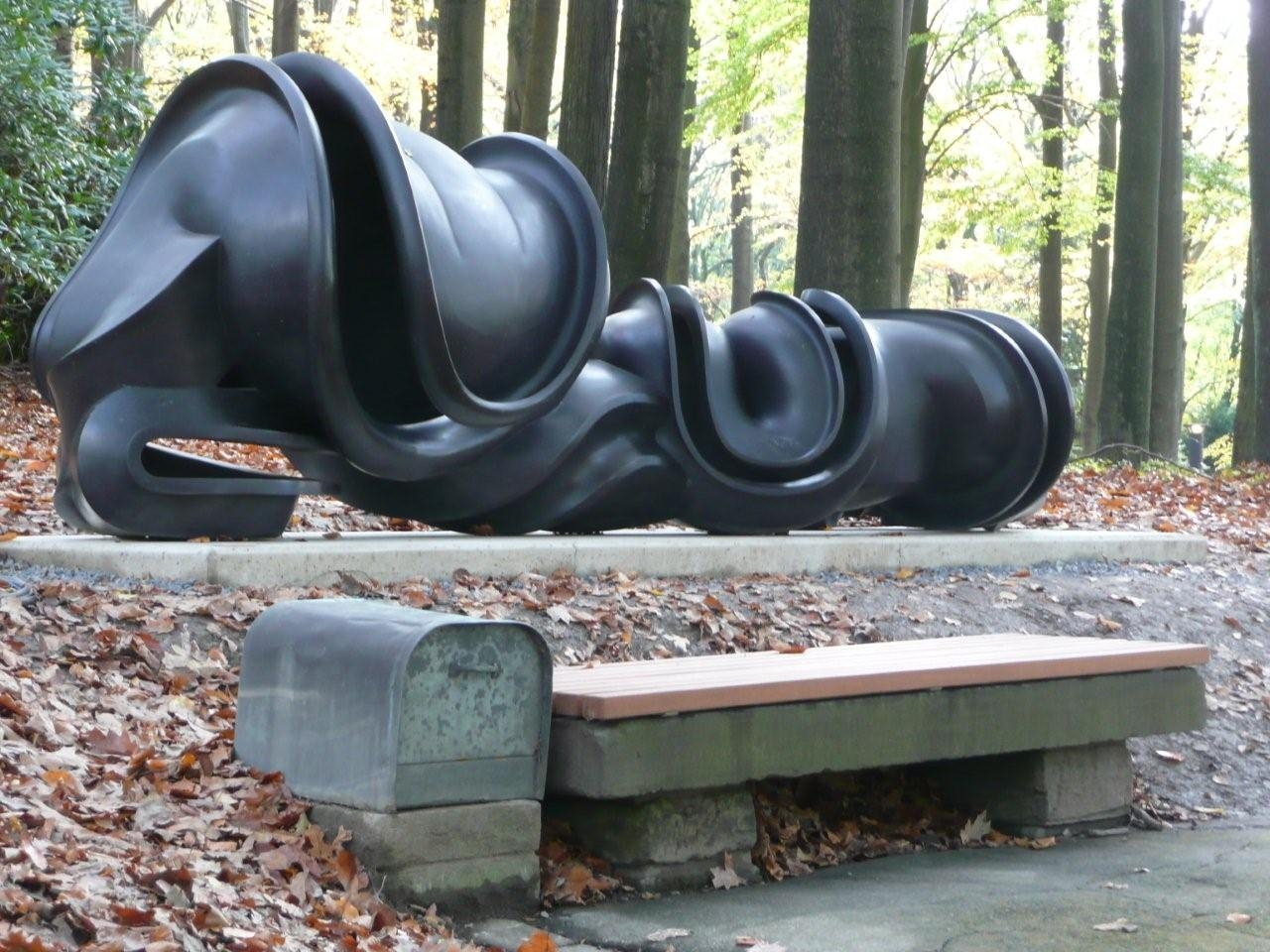
Early Forms (2001)
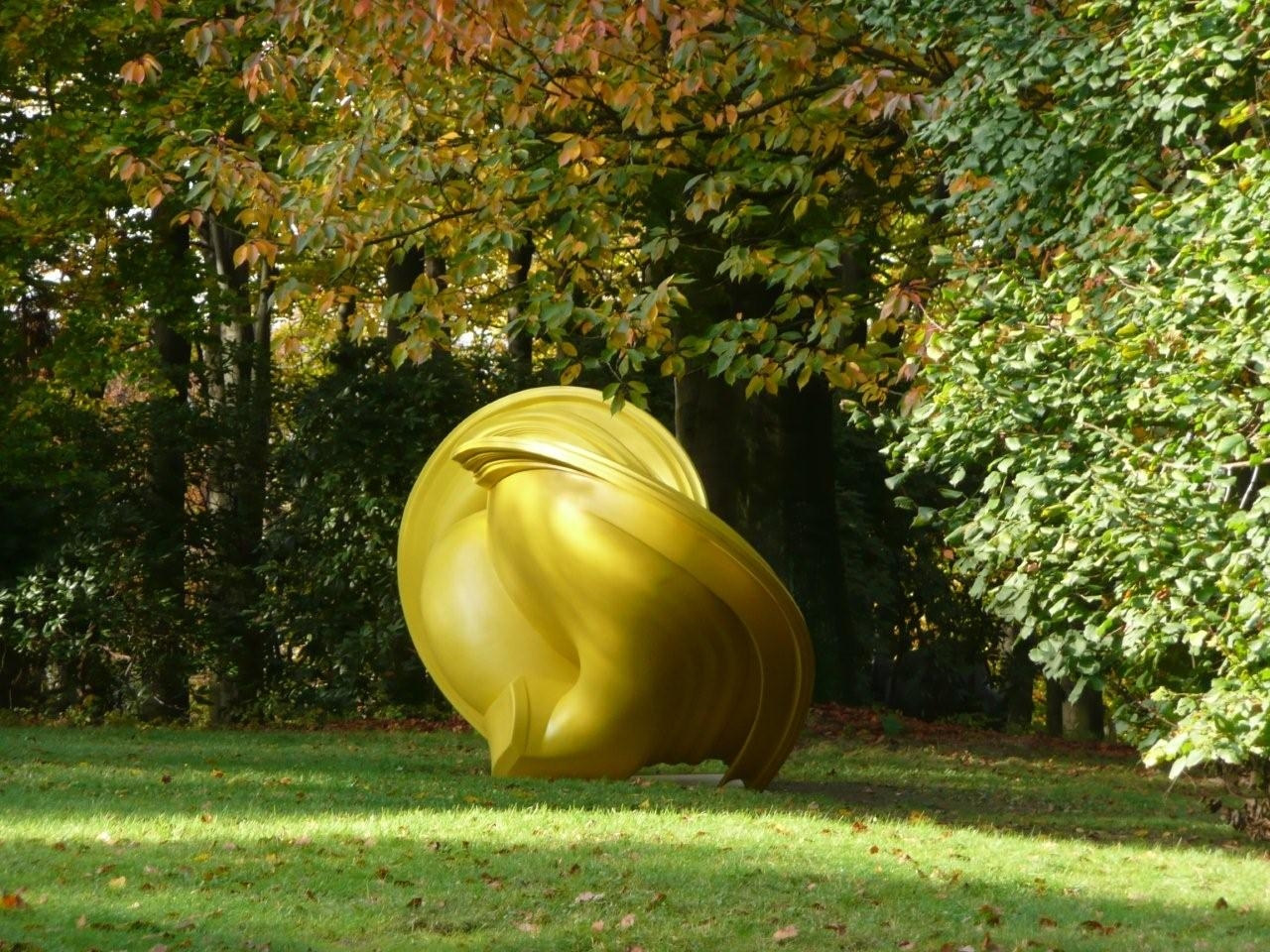
Declination (2004)
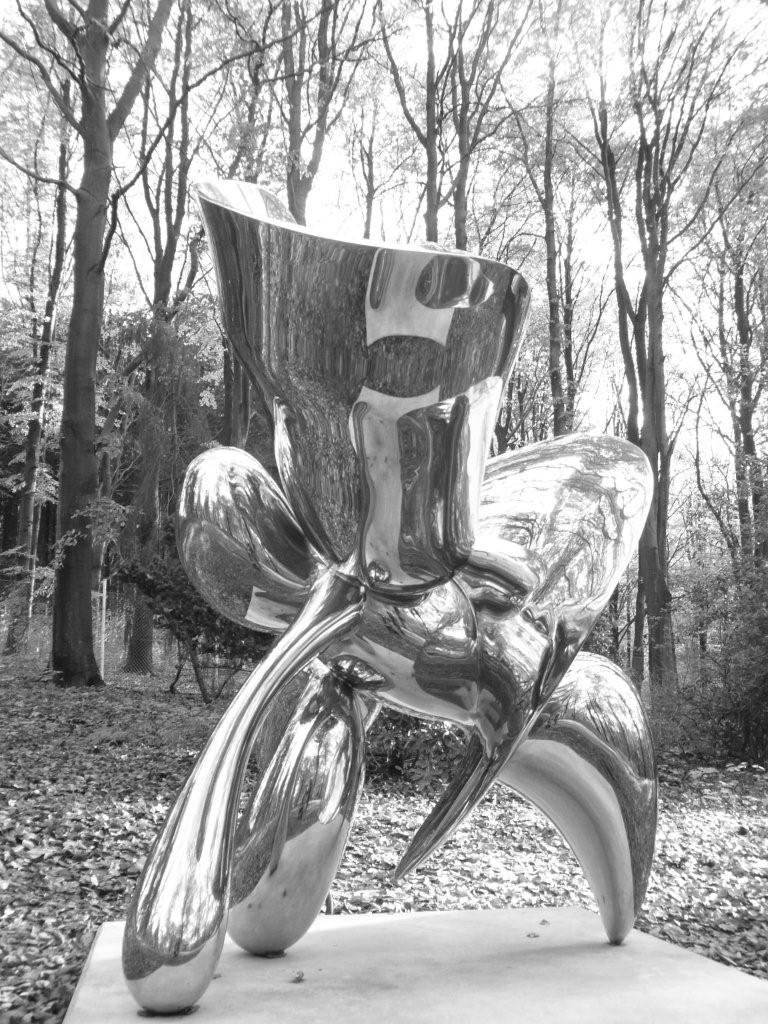
Distant Cousin (2006)
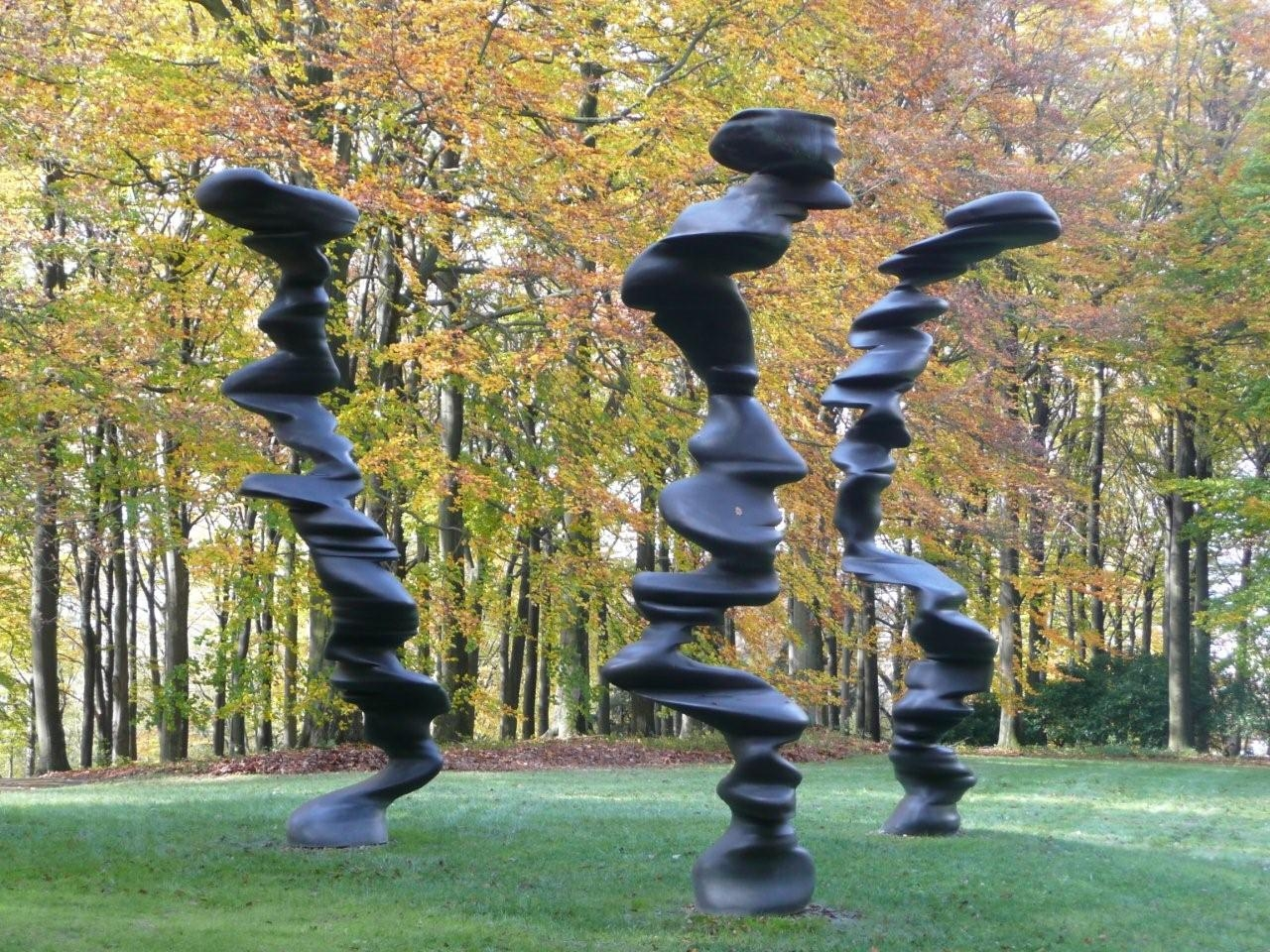
Points of View (2008)
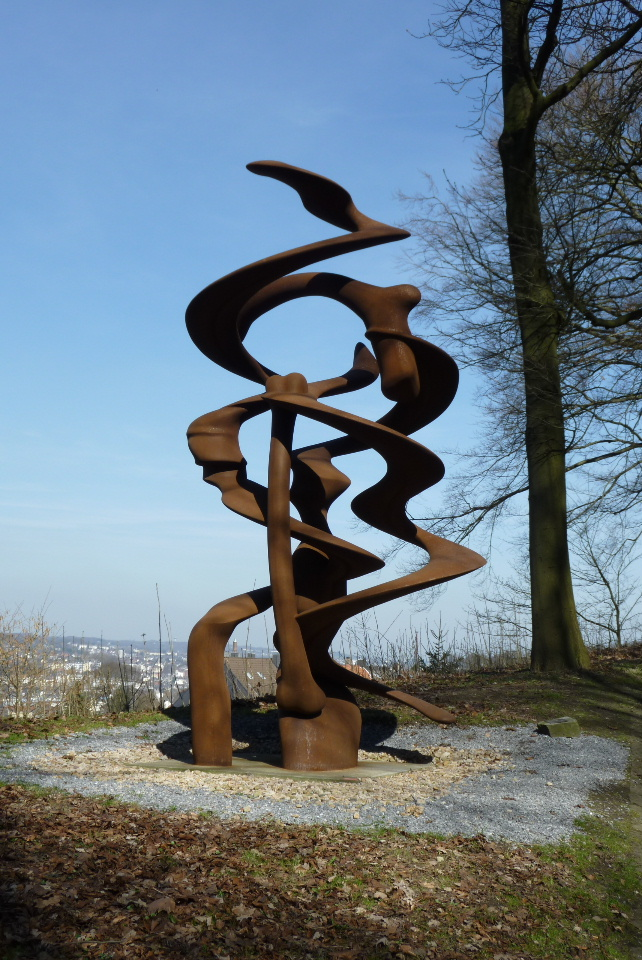
To the knee (2008)